# لين كارتر
لين كارتر (بالإنجليزية: Len Carter)‏ هو عداء سريع بريطاني، ولد في 21 نوفمبر 1942.

## وصلات خارجية
- لين كارتر على موقع اتحاد ألعاب الكومنولث (مؤرشف) (الإنجليزية)